# Tajna povijest (strip)
Tajna Povijest je serija stripova, na koju se kasnije nadovezuje Arkana i Velika Arkana.

## Autori
- Scenarij: Jean-Pierre Pécau.
- Crteži: Igor Kordej, Goran Sudzuka i Geto, Leo Pilipovic.
- Boje: Carole Prekrasne, Isabelle Rabarot, Fabrys, Chris Chucky, Leonard O'Grady.

## Sadržaj
Scenarij predlaže ponovno čitanje povijesti čovječanstva u svjetlu teorije u magiju. Galvni su likovi četiri čarobnjaka (arhonta) koji se ponekad sukobljavaju, a ponekad posreduju da bi zajedno zaštitili čovječanstvo. Od prapovijesti, oni koriste slavne ličnosti, kao svoje lutke, da bi njima donosili svoje odluke. Princip njihove magije je "retro-sinkronicitet", kroz kojeg oni mogu, uz pomoć svojih Karti od slonovače, gledati u budućnost i utjecati na nju. Opseg vizije ovisi o snazi i talentu manipulatora. Ovi "prolazi" će im omogućiti da skrenu tijek događaja i da bace novo svjetlo na nekoliko epizoda autentične povijesti, koje još uvijek nisu u potpunosti za shvatiti: 
- Deset egipatskih zala,
- Sveti Gral,
- mnoge pobjede Napoleona,
- Veliki požar u Londonu,
- uspon nacizma...

Ovaj serijal je baza složenijem scenariju. Serija, nastala nakon toga, dovodi do još dvije serije (Arkana i Velika Arkana) koje iskorištavaju događaje novije povijesti.

## Likovi

#### Arhonti
- Dyo [predstavlja Papu]

Kuća Pehara
On simbolizira "Život i Iscjeljenje", ali može i stvoriti odvratna stvorenja. On je Arhont koji vjerojatno ima najlošije namjere. Paranoičan i nemilosrdan, njegov je cilj da dominira ljudskim rodom. Ljudi su za njega "bend životinja koji su prebučni za njegovu naklonost". Njegov svjetonazor je doveo do toga da udruže snage i pruže otpor njemu i njegovu mračnu savezniku, Guillameu De Lecceu. Uspio je među ostalim doći do Faraona u Egiptu i do SSSR. U Tajnoj se Povijesti zadnji put pojavljuje u svesku Naša Gospa od Tmine
- Reka [Predstavlja Papisu]

Kuća Štapova
Njezina joj slonovača daje ogromnu snagu, ali je dovodi do ludila. Ova značajka čini koristi se kroz psihologiju i kroz prirodu. Njeni su joj pristaše u Kući Mačeva dali nadimak "Mater". Svugdje se pojavljuje. Svećenica u Starom Egiptu, Veliki Majstor Reda Hrama, Kardinal u Rimu, pripadnica Talijanske Tajne Službe, časnica SOE, vođa skupine hipija i na kraju diler i operator CIA-e. Kako bi nabavila karte za Drugi svjetski rat, otvorila je bordel na Arkani 17.
- Aker [Predstavlja Caricu]

Kuća Mačeva
Ona je sestra blizanka od Reke [Anagram imena]. Ona, želi razvijati ćovjećanstvo prema većoj slobodi i toleranciji. Moto njene kuće je "Sub rosa", jer je i simbol njene kuće ruža. Ona je posebno potpomogla Atensku Grčku, Francusku Revoluciju te Sveto Rimsko Carstvo.